# بيت الذراع (إب)

تعديل مصدري - تعديل

بيت الذراع محلة تابعة لقرية المحل، التابعة لعزلة البحريين بمديرية إب إحدى مديريات محافظة إب في الجمهورية اليمنية، بلغ تعداد سكانها 23 حسب تعداد اليمن لعام 2004.